# هانز هوتنر
هانز هوتنر (19 نوفمبر 1885 - 11 سبتمبر 1956) جنرالًا في الفيرماخت لألمانيا النازية خلال الحرب العالمية الثانية الذي قاد عدة فرق وفيالق. وقد حصل على وسام الفارس الصليبي الحديدي.
في نهاية الحرب، قاد فرقة المشاة 703. 

## الجوائز والأوسمة
- صليب نايت للصليب الحديدي في 4 سبتمبر 1942 بصفته أوبرست وقائد فرقة المشاة 520 [2]

### اقتباسات
1. ↑  Mitcham، Samuel W. (2007). "703rd Infantry Division". German Order of Battle: 291st-999th Infantry divisions, named infantry divisions, and special divisions in World War II. Stackpole Books. ISBN:0811734374.
2. ↑  Fellgiebel 2000, p. 196.

### قائمة المراجع
- Fellgiebel, Walther-Peer (2000) [1986]. Die Träger des Ritterkreuzes des Eisernen Kreuzes 1939–1945 — Die Inhaber der höchsten Auszeichnung des Zweiten Weltkrieges aller Wehrmachtteile [The Bearers of the Knight's Cross of the Iron Cross 1939–1945 — The Owners of the Highest Award of the Second World War of all Wehrmacht Branches] (بالألمانية). Friedberg, Germany: Podzun-Pallas. ISBN:978-3-7909-0284-6.

| مناصب عسكرية    | مناصب عسكرية                | مناصب عسكرية    |
| --------------- | --------------------------- | --------------- |
| سبقه {{{سبقه}}} | {{{العنوان}}} {{{الأعوام}}} | تبعه {{{تبعه}}} |